# Peter Sköld
Peter Skold (Spanga, 28 de enero de 1954 - Hasselby, 12 de agosto de 2012) fue un piloto de motociclismo sueco, que compitió en el Campeonato del Mundo de Motociclismo desde 1977 hasta 1988. También se proclamó campeón de Europa en 1983 en 500cc.

## Resultados de carrera

### Campeonato del Mundo de Motociclismo

#### Carreras por año
Sistema de puntos desde 1969 a 1987:
| Posición | 1.º | 2.º | 3.º | 4.º | 5.º | 6.º | 7.º | 8.º | 9.º | 10.º |
| Pts.     | 15  | 12  | 10  | 8   | 6   | 5   | 4   | 3   | 2   | 1    |

(Carreras en negrita indica pole position, carreras en cursiva indica vuelta rápida)
| Año  | Cat.  | Moto            | 1      | 2       | 3      | 4       | 5      | 6       | 7       | 8     | 9       | 10      | 11      | 12    | 13     | 14    | 15    | Pts. | Pos. |
| ---- | ----- | --------------- | ------ | ------- | ------ | ------- | ------ | ------- | ------- | ----- | ------- | ------- | ------- | ----- | ------ | ----- | ----- | ---- | ---- |
| 1977 | 250cc | Yamaha          | VEN -  |         | GER -  | NAT -   | ESP -  | FRA -   | YUG -   | NED - | BEL -   | SWE 18  | FIN -   | CZE - | GBR -  |       |       | 0    | -    |
| 1977 | 350cc | Yamaha          | VEN -  |         | GER -  | NAT -   | ESP -  | FRA -   | YUG -   | NED - |         | SWE 17  | FIN -   | CZE - | GBR -  |       |       | 0    | -    |
| 1979 | 250cc | Yamaha y Suzuki | VEN -  |         | ALE -  | NAC -   | ESP -  | YUG -   | NED -   | BEL - | SWE Ret | FIN -   | GBR -   | CZE - | FRA -  |       |       | 0    | -    |
| 1979 | 500cc | Suzuki          | VEN -  | AUT -   | ALE -  | NAC -   |        | YUG -   | NED -   | BEL - | SWE Ret | FIN 16  | GBR -   |       | FRA -  |       |       | 0    | -    |
| 1980 | 500cc | Suzuki          | NAT -  | ESP -   | FRA -  | YUG -   | NED -  | BEL -   | FIN Ret | GBR - | CZE -   | GER -   |         |       |        |       |       | 0    | -    |
| 1981 | 500cc | Suzuki          |        | AUT -   | GER -  | NAT -   | FRA -  |         | YUG -   | NED - | BEL -   | RSM -   | GBR -   | FIN - | SWE 21 |       |       | 0    | -    |
| 1982 | 500cc | Suzuki          | ARG -  | AUT -   | FRA -  | ESP -   | NAT -  | NED -   | BEL -   | YUG - | GBR -   | SWE 17  |         | RSM - | GER -  |       |       | 0    | -    |
| 1983 | 500cc | Suzuki          | RSA -  | FRA -   | NAT -  | GER -   | ESP -  | AUT -   | YUG -   | NED - | BEL -   | GBR -   | SWE 21  | RSM - |        |       |       | 0    | -    |
| 1984 | 500cc | Honda           | RSA -  | NAT 22  | ESP 13 | AUT -   | GER -  | FRA -   | YUG -   | NED - | BEL -   | GBR -   | SWE 19  | RSM - |        |       |       | 0    | -    |
| 1985 | 500cc | Honda           | RSA -  | ESP Ret | GER 21 | NAT -   | AUT -  | YUG -   | NED -   | BEL - | FRA -   | GBR -   | SWE Ret | RSM - |        |       |       | 0    | -    |
| 1986 | 500cc | Honda           | ESP 16 | NAC 12  | ALE -  | AUT Ret | YUG -  | NED Ret | BEL 14  | FRA - | GBR -   | SWE Ret | RSM -   |       |        |       |       | 0    | -    |
| 1987 | 500cc | Honda           | JAP -  | ESP -   | ALE -  | NAC -   | AUT -  | YUG -   | NED -   | FRA - | GBR -   | SUE 16  | CHE -   | RSM - | POR -  | BRA - | ARG - | 0    | -    |
| 1988 | 500cc | Honda           | JAP -  | USA -   | ESP -  | EXP -   | NAC 22 | ALE 23  | AUT -   | NED - | BEL -   | YUG -   | FRA -   | GBR - | SUE 21 | CHE - | BRA - | 0    | -    |